# Liste der Gefäßpflanzen Deutschlands/C
- Christophskraut (Actaea spicata) - Familie: Ranunculaceae
- Comfrey (Symphytum x uplandicum (Symphytum asperum x Symphytum officinale)) - Familie: Boraginaceae